# Mastocita

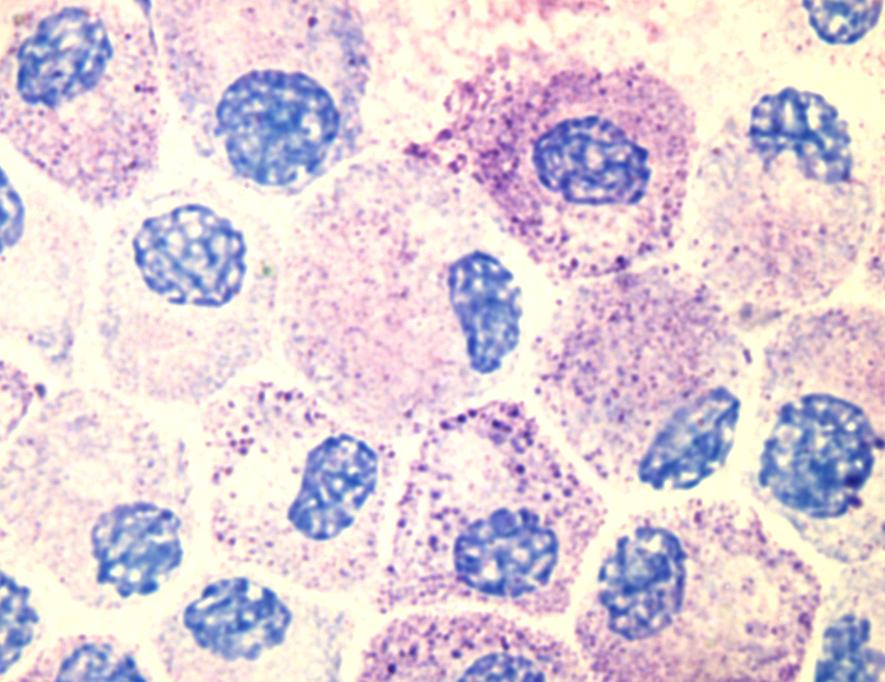
Mastociti

Il mastocita, detto anche mastcellula (dal tedesco Mastzelle, "cellula infarcita"), è una cellula di forma tondeggiante, ovoidale o fusata, ed è dotato di attività ameboide; ha un diametro di 20-30 µm e si trova nel tessuto connettivo propriamente detto. 

## Localizzazione
I mastociti sono presenti nel tessuto connettivo e tendono a concentrarsi in particolar modo lungo i vasi sanguigni; sono inoltre molto abbondanti nel peritoneo.

## Citologia
Nel citoplasma sono presenti numerosissimi granuli circondati da membrana, i quali si colorano metacromaticamente con i coloranti basici, come il blu di toluidina, che li fa apparire rosso-porpora. Questi granuli sono spesso così stipati da mascherare il nucleo. Nel citoplasma sono anche presenti delle gocce lipidiche. La membrana plasmatica si invagina in numerose e sottili espansioni, e contiene i recettori per la porzione Fc delle IgE, le quali dopo una prima esposizione all'antigene rimangono sulla superficie dei mastociti.

### Granuli
I granuli, del diametro di 0,3-0,8 µm, appaiono al microscopio elettronico a trasmissione come vescicole delimitate da membrana, dal contenuto eterogeneo - spesso sono visibili inclusioni paracristalline, o strutture lamellari di forma curiosa; contengono materiale destinato alla secrezione, in particolare istamina ed eparina. La prima è un prodotto di decarbossilazione dell'istidina e ha azione vasodilatatrice, aumentando la permeabilità vascolare; la seconda è un glicosaminoglicano altamente solfato, con forte carica elettrica negativa (ciò spiega le proprietà tintoriali dei granuli) ed ha una potente azione anticoagulante. Probabilmente deriva, per modificazioni enzimatiche, dall'eparansolfato.
I corpi lipidici contengono riserve di acido arachidonico, tramite il quale vengono prodotti rapidamente i leucotrieni quando i mastociti vengono attivati.

## Funzione
I mastociti intervengono nella genesi delle reazioni allergiche, di ipersensibilità e anafilattiche (shock anafilattico). Vengono oggi considerati gli attivatori della flogosi acuta. 
Quando i mastociti vengono attivati rapidamente secernono il contenuto dei granuli (degranulazione) e in più altre sostanze, quali l'ossido di azoto (NO), un altro vasodilatatore, i leucotrieni, che inducono la contrazione della muscolatura liscia, intervenendo ad esempio nella broncocostrizione, cioè nella crisi asmatica.
Inoltre i mastociti liberano interleuchine e altre sostanze chemiotattiche.

## Degranulazione dei mastociti
Una volta che i mastociti sono già stati sensibilizzati contro un antigene, sulla loro superficie rimangono, legate ai recettori, le IgE specifiche per quell'antigene, in questo modo quando si verifica una seconda esposizione allo stesso antigene il riconoscimento è immediato ed avviene la veloce ed efficace degranulazione (svuotamento dei granuli citoplasmatici con fuoriuscita dal corpo cellulare di mediatori chimici quali istamina e serotonina). È sufficiente che due IgE contigue contraggano il legame con l'antigene per scaturire la risposta biologica dei mastociti.
Vi sono due tipi possibili di degranulazione:
- degranulazione asincrona: è una veloce esocitosi dei granuli, la reazione dei mastociti è però contenuta e confinata in un ambito locale;
- degranulazione anafilattica: in situazioni patologiche la reazione dei mastociti si estende fino a diventare generalizzata, causando lo shock anafilattico, in questo caso la degranulazione è esplosiva, tutte le vescicole si fondono tra loro e il loro contenuto è violentemente espulso al di fuori della cellula.

## Origine dei mastociti
Per molto tempo si è creduto che i mastociti fossero lo stesso tipo cellulare dei granulociti basofili, presenti nel connettivo anziché nel sangue. Si è poi scoperto che i mastociti esibiscono recettori specifici e rispondono a un fattore differenziativo diverso da quello dei basofili. I progenitori dei mastociti si trovano nel midollo osseo, precisamente nelle cellule staminali ematopoietiche che seguono la linea germinativa mieloide. 
I mastociti maturi hanno una limitata capacità proliferativa che però aumenta in caso di infezioni.